# Reinhard Pisec

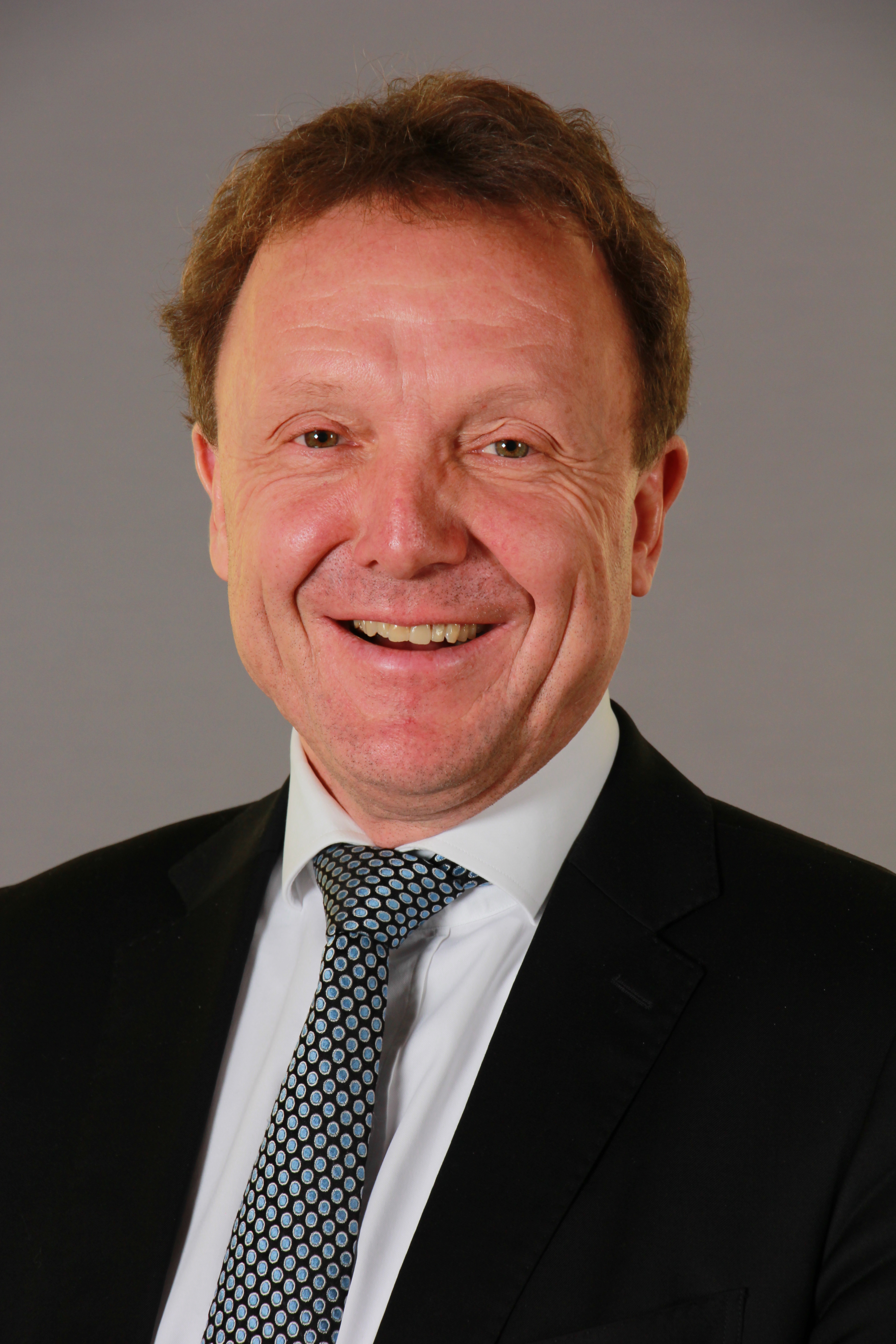
Reinhard Pisec (2017)

Reinhard Pisec (* 4. März 1961 in Wien) ist ein österreichischer Politiker (FPÖ) und Geschäftsführer. Er war von 2010 bis 2020 Mitglied des österreichischen Bundesrates.

## Ausbildung und Beruf
Reinhard Pisec besuchte zwischen 1967 und 1971 die Evangelische Volksschule in Wien und wechselte danach von 1971 bis 1979 an ein Bundesrealgymnasium in Wien. Er diente im Anschluss von 1979 bis 1980 als Milizoffizier beim Österreichischen Bundesheer und begann danach im Jahr 1980 ein Studium der Betriebswirtschaftslehre an der Wirtschaftsuniversität Wien. 1985 schloss er sein Studium mit dem akademischen Grad Mag. rer. soc. oec. ab. Pisec ist seit 1992 Geschäftsführer der Firma R. Pisec Zellstoff GmbH. Des Weiteren ist er als Geschäftsführer bei der Sonnblick Liegenschaftsverwertungs- und verwaltungs-Gesellschaft aktiv.  
Neben seinem Beruf absolvierte Pisec 2005 eine Ausbildung zum österreichischen Börsenhändler und eine Ausbildung zum südafrikanischen Börsenhändler und begann 2008 ein Bachelorstudium der Geschichte an der Universität Wien, das er 2012 erfolgreich abschloss. Seit 2012 verfolgt er ein Masterstudium der Geschichte an der Universität Wien.

## Politik und Funktionen
Pisec ist seit 2010 Delegierter zum Wirtschaftsparlament der Wirtschaftskammer Wien und seit 2015 Delegierter zum Wirtschaftsparlament der Wirtschaftskammer Österreich (WKO). Des Weiteren ist er gewähltes Mitglied des Landesgremiums Wien für den Außenhandel und seit 2015 Mitglied des Bundesgremiums für den Außenhandel. Seit 2014 ist er Vorstandsmitglied der Industriellenvereinigung Wien. Er ist seit 2015 Spartenobmann-Stellvertreter der Sparte Industrie der Wirtschaftskammer Wien.
Ab dem 25. November 2010 vertrat er die FPÖ im Bundesrat. Er war Schriftführer im Ausschuss für Wissenschaft und Forschung und stellvertretender Vorsitzender im Finanzausschuss. Des Weiteren war er Mitglied im Wirtschaftsausschuss. 
Pisec war ab 2014 Industriesprecher der FPÖ.
Nach der Landtags- und Gemeinderatswahl in Wien 2020 schied er mit 23. November 2020 aus dem Bundesrat aus.